# Julieta (cantante)
Julieta Gracián Salas (Barcelona, 26 de abril de 2001), conocida homónimamente como Julieta, es una cantante y compositora española . Desde el lanzamiento de sus primeros sencillos como "Tum Valores" y "Tu Juru Ju", recogidos en su primer trabajo Juji (2021), logró consolidarse como una de las voces revelación del pop nacional y de una nueva escena musical catalana.

## Biografía
Julieta nació en Barcelona el 26 de abril de 2001. Es hija de Enrique Gracián, matemático; y Anna Salas, periodista. Empezó la carrera de Ingeniería de telecomunicaciones y sistemas audiovisuales en la Universidad Pompeu Fabra, que tuvo que aparcar para poder dedicarse exclusivamente a su carrera como artista.
Aprendió a tocar la guitarra y el piano de manera autodidacta. También empezó a interesarse por la producción musical para poder autoproducir sus propios temas con GarageBand. Aunque siempre le interesó la música, empezó su proyecto de manera profesional durante la pandemia de COVID-19, en 2020, aprendiendo a usar las DAW y el programa Logic.

## Trayectoria
Su estilo incluye inspiraciones y referencias en la francofonía. Una de sus mayores inspiraciones es la cantante belga Angèle. Su música, una mezcla de electrónica, pop y reggaeton, ha recibido una muy buena acogida del público y la prensa musical y cultural. En varios medios ha comentado que no quiere limitarse a ningún estilo musical.
En diciembre de 2021 publicó su primer miniálbum, Juji, junto a la discográfica Music Bus Records. En el disco mezcla el catalán, el castellano y el francés.Cuatro meses más tarde presentó un EP colaborativo con la banda Vittara, titulado Dosmilset y, en septiembre, publicó su segundo proyecto Ni Llum ni Lluna.La mayoría de canciones del disco están producidas por ella misma, aunque también ha colaborado con productores como Fast Boo y Moed. Presentó el disco con un 'lleno' en La 2 de Apolo, en Barcelona. Dicho trabajo fue galardonado con el Premio Enderrock a 'Mejor Disco Revelación' y 'Mejor Disco de Autor' en 2023.
En septiembre de 2023 vio a luz su primer álbum de estudio, 5AM, conformado por la trilogía de EPs Cari, Euga de Nit, y Com Aquell Agost.El disco, que cuenta con 14 canciones entre el catalán y el castellano, al igual que hizo en los dos anteriores. Un éxito cultural, el álbum fue promocionado en las giras Alguna Nit (2023) y Tu Juru Tu Tour (2024). Durante 2024, Julieta ha colaborado con artistas como Mushkaa, Oques Grasses, Rojuu, y María Jaume. En abril de 2024, firmó con Sony Music Spain.

## Estilo musical
Su estilo incluye inspiraciones y referencias en la francofonía. Julieta ha mencionado a Angèle y a Rosalía como las artistas más influyentes en su forma de hacer música. Cuenta que "Rosalía me inspiró desde su álbum debut Los Ángeles, me hizo ver que las cosas se podían hacer de otra manera". Sobre la belga cuenta que vio que "para cantar no era necesario un vozarrón como Beyoncé, pues ella tiene una voz como la mía, aireada, íntima".Menciona también a Oques Grasses, Britney Spears y Tate McRae como inspiraciones.
Julieta alega pensar en 'conceptos' más que en 'productos', dando un gran valor a su identidad artística. Sobre ello cuenta que, en sus inicios, "no había tenido una referente mujer haciendo pop en catalán", trasladando una cultura "más internacional" a su territorio, trabajando en la adecuación de esta a la lengua y la estética del mismo. Sobre el uso del idioma catalán en su trabajo, la cantante sostiene que no quiere tener una relación de responsabilidad entre la lengua y su música.

## Discografía

### Álbumes de estudio
- 5AM (2023)
- 23 (2025)

### EPs
- Juji (2021)
- Ni Llum Ni Lluna (2022)

### Sencillos
| Año  | Canción                                    | Posicionamiento en listas | Álbum              |
| ---- | ------------------------------------------ | ------------------------- | ------------------ |
| 2021 | «Nayades»                                  | —                         | Sencillo sin álbum |
| 2021 | «Tu juru ju»                               | —                         | Sencillo sin álbum |
| 2021 | «Tum valores»                              | —                         | Juri               |
| 2022 | «Algun dia»                                | —                         | Juri               |
| 2022 | «Els Llocs on Vas» (con Vittara)           | —                         | Sencillo sin álbum |
| 2022 | «A les Fosques»                            | —                         | Ni llum ni lluna   |
| 2022 | «Trenca'm el Cor»                          | —                         | Ni llum ni lluna   |
| 2022 | «Xuculatina» (con Figa Flawas y The Tyets) | —                         | Sencillo sin álbum |
| 2022 | «SECR3T» (con Figa Flawas)                 | —                         | Sencillo sin álbum |
| 2022 | «Ens Besem»                                | —                         | Sencillo sin álbum |
| 2023 | «Club» (con Maria Hein)                    | —                         | Sencillo sin álbum |
| 2023 | «Cari»                                     | —                         | Sencillo sin álbum |
| 2023 | «T'enxules»                                | —                         | 5AM                |
| 2023 | «Enamorada de Tu»                          | —                         | 5AM                |
| 2023 | «Lokura»                                   | —                         | 5AM                |
| 2024 | «Haiku»                                    | —                         | Sencillo sin álbum |
| 2024 | «Full Romance»                             | —                         | Sencillo sin álbum |
| 2024 | «Jean Blau»                                | —                         | Sencillo sin álbum |
| 2025 | «Taxi»                                     | —                         | 23                 |

### Colaboraciones
| Año  | Canción                                                 | Posicionamiento en listas | Álbum              |
| ---- | ------------------------------------------------------- | ------------------------- | ------------------ |
| 2023 | «No m'estima +» (Mushkaa ft. Julieta)                   | —                         | Sencillo sin álbum |
| 2024 | «El autor de todos tus delitos» (Rojuu ft. Julieta)     | —                         | Los sueños de nube |
| 2024 | «Thelma y Louise» (Belén Aguilera ft. Julieta)          | —                         | Sencillo sin álbum |
| 2024 | «Com el dia i la nit» (Oques Grasses ft. Julieta)       | —                         | Fruit del deliri   |
| 2024 | «Vaya Liada» (Mushkaa ft. Julieta)                      | —                         | Sencillo sin álbum |
| 2024 | «Clar que t'he trobat a faltar» (the tyets ft. Julieta) | —                         | Èpic solete        |
| 2024 | «el teu amor» (xicu ft. Julieta)                        | —                         | Sencillo sin álbum |

## Premios
| Año  | Premio/Concurso  | Categoría                         | Trabajo          | Resultado | Ref.   |
| ---- | ---------------- | --------------------------------- | ---------------- | --------- | ------ |
| 2023 | Premio Enderrock | Mejor disco de artista revelación | Ni llum ni lluna | Ganadora  | [ 16 ] |
| 2023 | Premio Enderrock | Mejor canción de autor            | «Tu juru ju»     | Ganadora  | [ 16 ] |

## Giras
En solitario
- 2024: Tu Juru La Ju Tour[27]
- 2025-2026: Els 23 Tour

Acto de apertura
- 2025: Aitana - Metamorfosis season